# 北吉野村
北吉野村（きたよしのそん）は、岡山県勝田郡にあった村。
現在の勝田郡奈義町荒内西、上町川、滝本、中島西、中島東に当たる。

## 沿革
- 1889年6月1日 - 町村制施行に伴い、勝北郡荒内西村、上町川村、滝本村、中島西村、中島東村が合併し、北吉野村となる。大字滝本に役場を置く。
- 1900年4月1日 - 勝北郡が勝南郡と合併し、勝田郡となる。
- 1955年2月1日 -勝田郡豊田村、豊並村と合併し、奈義町となる。

## 地名の読み方
- 荒内西（あらうちにし）
- 上町川（かみまちがわ）
- 滝本（たきもと）
- 中島西（なかしまにし）
- 中島東（なかしまひがし）

## 現在の様子

### 郵便番号
- 708-1313 勝田郡奈義町中島東
- 708-1314 勝田郡奈義町荒内西
- 708-1315 勝田郡奈義町中島西
- 708-1325 勝田郡奈義町滝本
- 708-1326 勝田郡奈義町上町川

708-131X、708-132Xの残りの番号は豊田村を参照。

### 教育

#### 幼稚園
- 奈義町立つくし幼稚園
- 奈義町立滝川幼稚園

### 交通

#### 鉄道
旧村内を走る鉄道及びその駅なし

#### 道路

##### 高速道路
旧村内を走る高速道路なし

##### 国道
- 国道53号

##### 県道
- 主要地方道
  - 岡山県道51号美作奈義線
- 一般県道

旧村内を走る一般県道なし

### 河川・山岳

#### 河川
- 滝川
- 名義川
- 岩倉川

### 名所・旧跡・観光スポット・祭事・催事

#### 旧跡
- 有元城跡

### 寺院・神社

#### 神社
- 伊勢神社
- 瀧神社
- 町川神社
- 松神神社
- 吉野神社